# Kerstin Heinze-Grohmann
Kerstin Heinze-Grohmann (* 1968 in Cottbus) ist eine deutsche multimedial arbeitende bildende Künstlerin. In ihrem Werk entwirft sie vielschichtig angelegte Alltagswelten und surreale Szenen.

## Ausbildung/Werdegang
Nach ihrer Lehre zur Textilfacharbeiterin arbeitete Heinze-Grohmann zunächst im Textilkombinat Cottbus in der Herstellung von Garnen und Modestoffen. Die Erlernung ihrer Fertigkeiten in textilen Techniken lässt sich aber bis ins Kindesalter zurückverfolgen, als Heinze-Grohmann sich selbständig das Gobelinsticken aneignete. Heinze-Grohmann arbeitet seit 2000 freiberuflich und nahm zu dieser Zeit ihre künstlerische Tätigkeit im Bereich der bildenden Kunst auf. Seit 2004 lebt sie in der Schweiz. 2018 erfolgte die Gründung der Produzentengalerie «vielfaeltig», mit der Heinze-Grohmann mobile Ausstellungen und Messeauftritte organisiert.
Seit 2020 ist Heinze-Grohmann Botschafterin des Kinderhospiz Schweiz, mit ihrer Hilfe entstehen Projekte die zu Gunsten der Stiftung Kinderhospiz imitiert werden.

## Werk
In frühen Werken arbeitet sich Kerstin Heinze-Grohmann an der kanonisch etablierten Popart ab. In ihrer zunächst auf Leinwand ausgeführten Malerei legt sie in grafisch-comicartigem Stil vielschichtig aufgebaute Bildwelten an. Es finden sich erste Fragmente der Fadengrafik, die Heinze-Grohmann in ihrem späteren Werk weiterentwickelt.
Das grundlegende Gestaltungselement der Fadengrafik sind geradlinig geführte Fäden. Aus der Vielzahl der gespannten Fäden im waagerechten, senkrechten und diagonalen Verlauf entstehen Fadenverdichtungen und Fadenüberkreuzungen, aus denen Kombinationen von Winkeln, Kreisen oder Bögen hervorgehen. Diese Art der Linienführung Heinze-Grohmanns erinnert an die Pendelzeichnungen der visionären Künstlerin Emma Kunz (1892–1963). Indem Heinze-Grohmann im Unterschied zu ihr die Linien aber nicht zeichnet, sondern physisch mit Seidenfaden in ihren Werken aufspannt, bietet sich ihr die Möglichkeit, in ihren gemalten Werken Offenheit und Spiel zu generieren. So wechselt sie auch den Träger ihrer Malerei und führt sie fortan auf handgeschöpftem Papier, sogenannter Paperart aus. Dabei ist die Harmonisierung von Malerei und Fadengrafik eine weitere wichtige Komponente ihres Schaffens. Die verschiedenen Funktionen der Fadengrafik als Rahmung, Aufspaltung oder Ornament dekliniert Heinze-Grohmann in ihrem Werk durch. Auf diese Weise schafft sie vielseitige Bühnensituationen für ihre Protagonisten, deren Auftreten sie zugleich verschiebt und festigt. Sie setzt Narrative stets fragmentarisch ein und lässt angefangene Szenen mitten im Bild abbrechen, um sogleich neue anzufangen. Der ständige Perspektivenwandel innerhalb ihrer Werke macht sie dynamisch und gibt ihnen den Anschein psychedelischer Drehungen.
Ausgewählte Ausschnitte ihres malerischen Werkes bearbeitet Heinze-Grohmann im Medium der textilen Kunst weiter. Sie arbeitet dabei oft über einen längeren Zeitraum in Serien (bspw. Textile Porträts, 2020 – ) und an Werken wie dem textilen Buch Melodie des Lebens (2019), die sie auch dokumentarisch einsetzt. Über die unterschiedlichen Medien hinweg setzt sie so Akzente innerhalb ihres Œuvres.
Daneben arbeitet Heinze-Grohmann mit einer Vielzahl an Materialien auch installativ. Es entstehen Arbeiten, für die sie im Sinne eines Upcycling beispielsweise Plastikfäden zu Figuren häkelt, die einer quirligen Geschichte entsprungen zu sein scheinen.
Heinze-Grohmann schafft in ihrem Werk zuweilen surreale Szenen, die ihrer unmittelbaren Umgebung entspringen und von ihrer Fähigkeit zeugen, die Vielschichtigkeit und Gleichzeitigkeit des gelebten Alltags zu fassen.
Heinze-Grohmann kehrt in ihren jüngsten Werken (ab 2022) zu ihren Wurzel zurück. So fließt die Technik der Nadelmalerei in ihren comigartigen Arbeiten ein. Die Künstlerin schafft es sich mit ihrem Œuvre eine Nische in der Kunstwelt zu erobern.

## Einzel-/Gruppenausstellungen, Projekte (Auswahl)
- 2023 Villa Severin / CH, SGBK Künstlerinnen stellen aus
- 2023 Bündner Werkschau Chur / CH
- 2022 Galerie im Park Wien / AT
- 2022 Museum Meilen / CH
- 2022 Frauenmuseum Bonn / D
- 2020 Galerie art333 Wädenswil / CH
- 2020 Kunstraum Winterthur / CH, UN / FRAMED – internationales Kunstprojekt
- 2019/2020 Gallery UpDate Bonn / D
- 2019 „Vielfaeltig“-Produzentengalerie – Flumserei / CH
- 2018/2019 Galerie art333 Wädenswil / CH
- 2018 Galerie Obertor Chur / CH
- 2018 Stadtgalerie Chur / CH – Tanz-Theater Gesellschaft Graubünden
- 2017 ARTLAB München – Galerie Benjamin Eck München / D
- 2016–2019 Senda d'art spel Rein / CH
- 2016 Ortsmuseum Meilen / CH, SGBK Künstlerinnen stellen aus
- 2016 Kabinett der Visionäre Chur / CH
- 2015 Galerie Brigitta Leupin Basel / CH, Muba Farb – und Formmomente
- 2014 Swiss Art Space – Schweizer Kunstraum/International Exhibition Lausanne / CH
- 2014 Galerie Kunst im West Zürich / CH
- 2014 Bank Coop AG Chur / CH
- 2012 SGBK – 1,5 Kubikmeter beim Kunsthaus Zürich / CH
- 2012 Galerie Weiertal Winterthur / CH - In the summertime
- 2012 Kunst(Zeug)haus Rapperswil / CH - Aktion im Rahmen des Programms 24 Stunden
- 2009 Kunsthalle St. Moritz / CH

## Messen
- 2023 Art Innsbruck / Innsbruck
- 2023 Kunst Mitte Magdeburg
- 2022 Main Art / Aschaffenburg
- 2021 Art Innsbruck / Innsbruck
- 2021 Moon Art Fair Hamburg
- 2020 Art Innsbruck / Innsbruck
- 2019 C.A.R Contemporary Art Ruhr / Essen
- 2018 C.A.R.Contemporary Art Ruhr / Essen
- 2017 C.A.R.Contemporary Art Ruhr / Essen
- 2016 Happy Art München
- 2014 Grafik 14 – die Werkschau für Grafik, neue Medien und junge Kunst / Zürich
- 2013 Cologne Paper Art / Köln

## Auszeichnungen
- 2018 C.A.R. contemporary Art Ruhr (Essen) / junge Talente (Einladung)
- 2018 Jurypreis im Rahmen der Ausstellung «TanZeiT ZeiTanZ» Stadtgalerie Chur (10-jähriges Bestehen des Bündner Festivals)
- 2017 C.A.R. contemporary Art Ruhr (Essen) / junge Talente (Einladung)
- 2015 Kunstpreis Sparkasse Karlsruhe (Nominierung)

## Werke
- Geheimnisse des Lebens. Norderstedt: Books on Demand 2017, ISBN 978-3-7460-1049-6